# Moropsyche primordiata
Moropsyche primordiata är en nattsländeart som beskrevs av Wolfram Mey 1997. Moropsyche primordiata ingår i släktet Moropsyche och familjen Apataniidae. Inga underarter finns listade i Catalogue of Life.